# Tillomimus bicinctus
Tillomimus bicinctus är en skalbaggsart som beskrevs av Dillon 1952. Tillomimus bicinctus ingår i släktet Tillomimus och familjen långhorningar.
Artens utbredningsområde är Fiji. Inga underarter finns listade i Catalogue of Life.